# Erica stylaris
Erica stylaris är en ljungväxtart som beskrevs av Spreng.. Erica stylaris ingår i släktet klockljungssläktet, och familjen ljungväxter. Inga underarter finns listade i Catalogue of Life.